# Republica Uhtua

Harta republicii Uhtua

Republica Uhtua (uneori numită și Republica Careliei de Est; în careliană Sjevernokarelijska Država, în finlandeză Karjalan väliaikainen hallitus) a fost o republică nerecunoscută întemeiată în timpul Războiului Civil Rus de către carelieni, un grup etnic înrudit cu finlandezii, în ceea ce este astăzi Republica Carelia. Capitala sa a fost la Uhtua, Calevala de astăzi.